# VietnamCupid.com
VietnamCupid.com je internetová seznamka zaměřená na obyvatele Západního světa, kteří si chtějí najít partnerky ve Vietnamu. Službu VietnamCupid provozuje společnost Cupid Media, kterou v roce 2000 založili Andrew a Emily Bolton v Sydney. VietnamCupid je jednou z největších internetových seznamek ve Vietnamu. Při registraci vyplníte formulář, na jehož základě vám budou nabídnuty potenciální vhodné partnerky. Uživatelům stránky umožňují vytvořit si vlastní profil, hledat v profilech ostatních a vidět jejich fotky. Pokud se chce uživatel seznámit, kliknutím myši projeví zájem o seznámení se s druhým uživatelem. Ten se o tom dozví po přihlášení do svého vlastního profilu. Výhodou této seznamky je, že i bez zaplacení poplatku můžete používat důležité funkce, jako je poměrně podrobné vyhledávání. Server nabízí i odesílání přímých krátkých vzkazů mezi uživateli, musíte ale zaplatit poplatek za tuto možnost.